# Salix trabzonica
Salix trabzonica är en videväxtart som beskrevs av A. Skvortsov. Salix trabzonica ingår i släktet viden, och familjen videväxter. Inga underarter finns listade i Catalogue of Life.